# Soignolles
Soignolles é uma comuna francesa na região administrativa da Normandia, no departamento Calvados. Estende-se por uma área de 5,79 km². Em 2010 a comuna tinha 127 habitantes (densidade: 21,9 hab./km²).